# SS Maheno
El SS Maheno fue un transatlántico perteneciente a la Union Company of New Zealand que operó en el mar de Tasmania, cruzando entre Nueva Zelanda y Australia, desde 1905 hasta 1935.
También fue utilizado como buque por las fuerzas navales neozelandesas durante la Primera Guerra Mundial, como buque hospital neozelandés nº 1 de Su Majestad. En 1935, un ciclón lo arrastró a la costa de la isla de Fraser, donde los restos del naufragio, en estado de desintegración, siguen siendo una popular atracción turística.

## Hundimiento

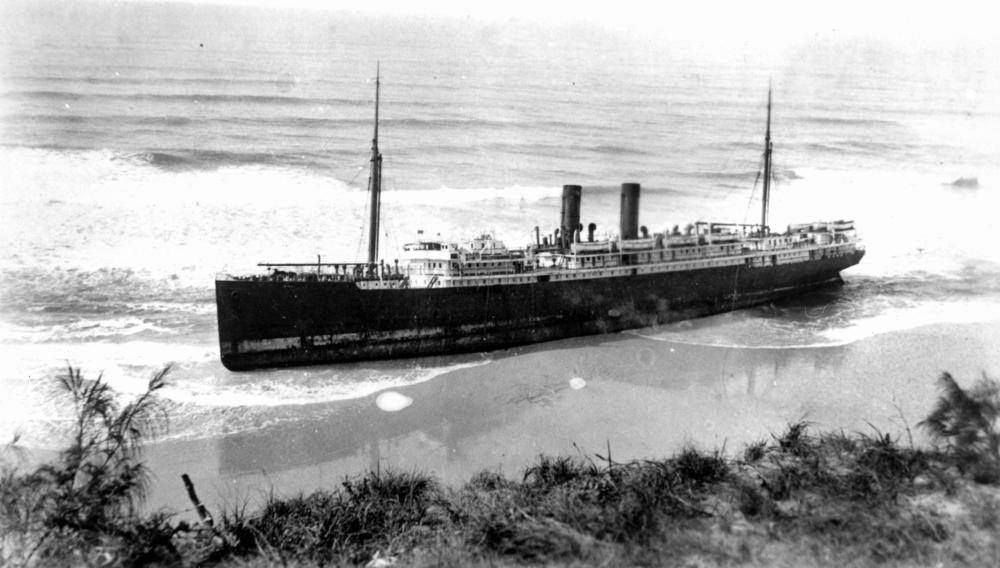
El Maheno varado en la playa, con su quilla visible.

Al final de su vida comercial, el 3 de julio de 1935 el Maheno abandonó Sidney remolcado por el buque Oonah, de 1.758 toneladas, un antiguo  ferry de Tasmanian Steamers Pty. Ltd. Bass Strait, construido en 1888, que junto con el Maheno había sido vendido al astillero de desguaces Miyachi K.K.K. de Osaka, Japón. Los buques estaban unidos por un cable de acero de 270 m (900 pies) y 17,1 cm (6,75 pulgadas).
En la tarde del 7 de julio, a unas 50 millas de la costa, el cable de remolque se partió en un ciclón. El Maheno, con una tripulación esquelética de ocho hombres a bordo, se alejó y desapareció. El Oonah, con su aparato de gobierno temporalmente inutilizado, emitió un mensaje de radio solicitando ayuda para el Maheno, cuyas hélices habían sido desmontadas. El Maheno fue encontrado posteriormente, el 10 de julio, por un avión pilotado por Keith Virtue, varado frente a la costa de la isla Fraser. [La tripulación había acampado en tierra, a la espera de la llegada del Oonah, que se produjo el 12 de julio. En el pecio se celebró también la boda de Dudley Weatherley y Beatrice McLean (en lugar de en Townsville), por invitación del capitán Takaka, con las notas del piano Bechstein del barco. El barco encallado se utilizó también como escenario para un experimento de "correo cohete" en agosto de 1935.
El barco fue posteriormente despojado de sus accesorios, pero los intentos de reflotarlo fracasaron. El pecio se puso a la venta, pero no se encontró comprador.

## Pecio
El Maheno ha permanecido en el lugar desde entonces, corroyéndose lentamente. Debido al peligroso estado en que se encuentra, está prohibido el acceso. El Departamento de Defensa australiano considera el pecio un lugar contaminado por artefactos explosivos sin detonar.
En el lugar del pecio se celebran anualmente los servicios del Día ANZAC y hay una réplica de la campana del barco.

## Galería

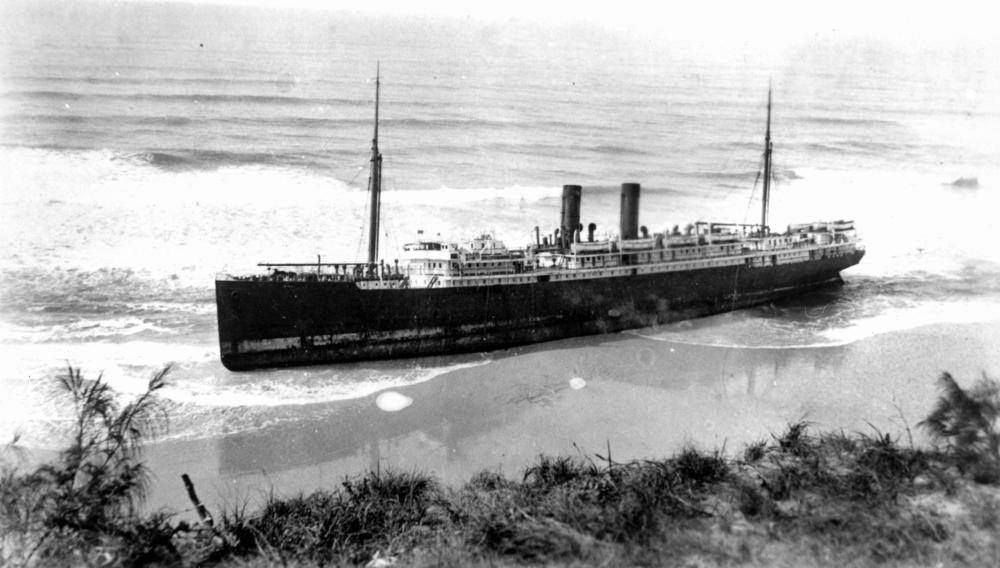
El Maheno varado
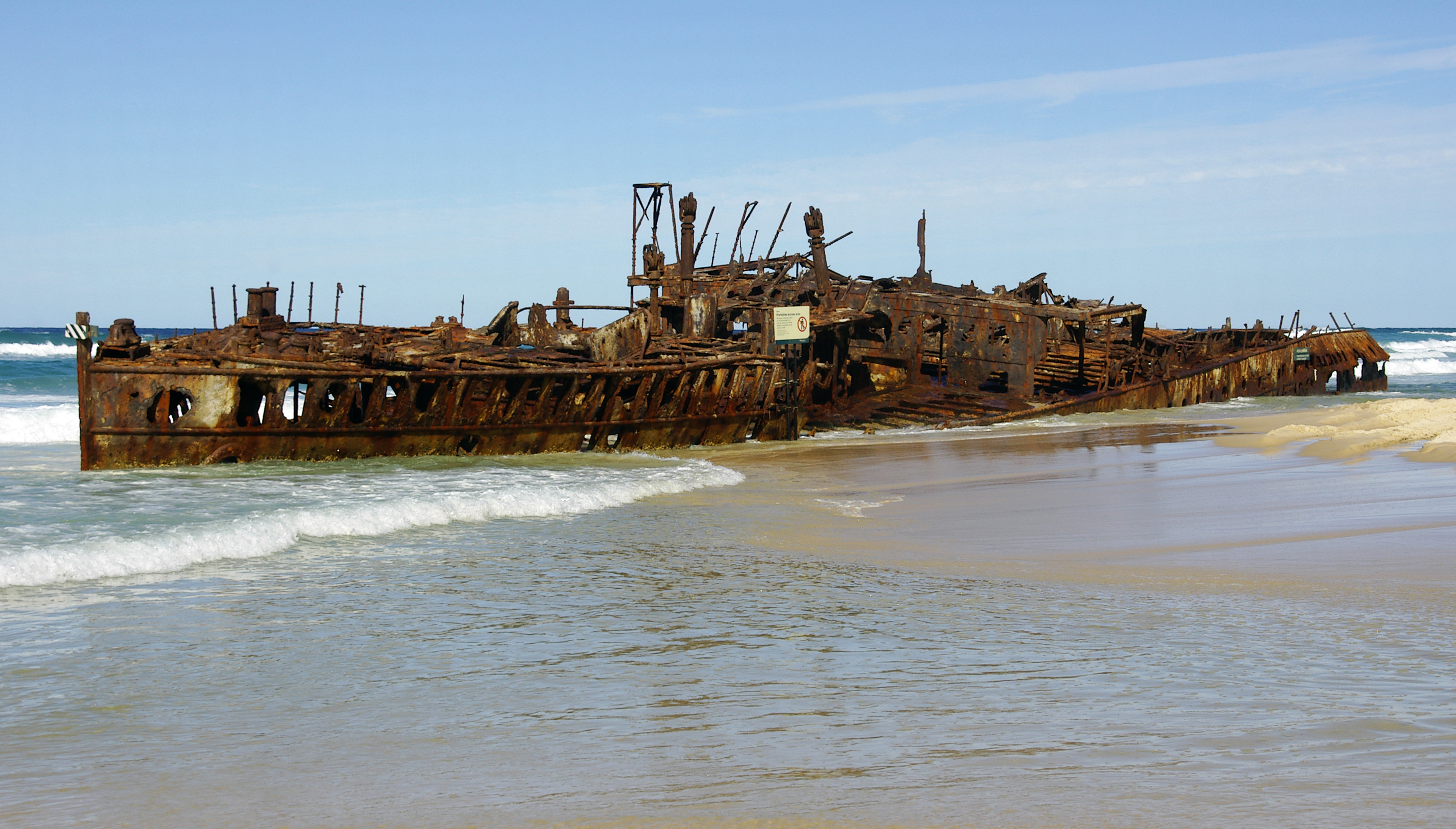
El casco del Maheno en 2007
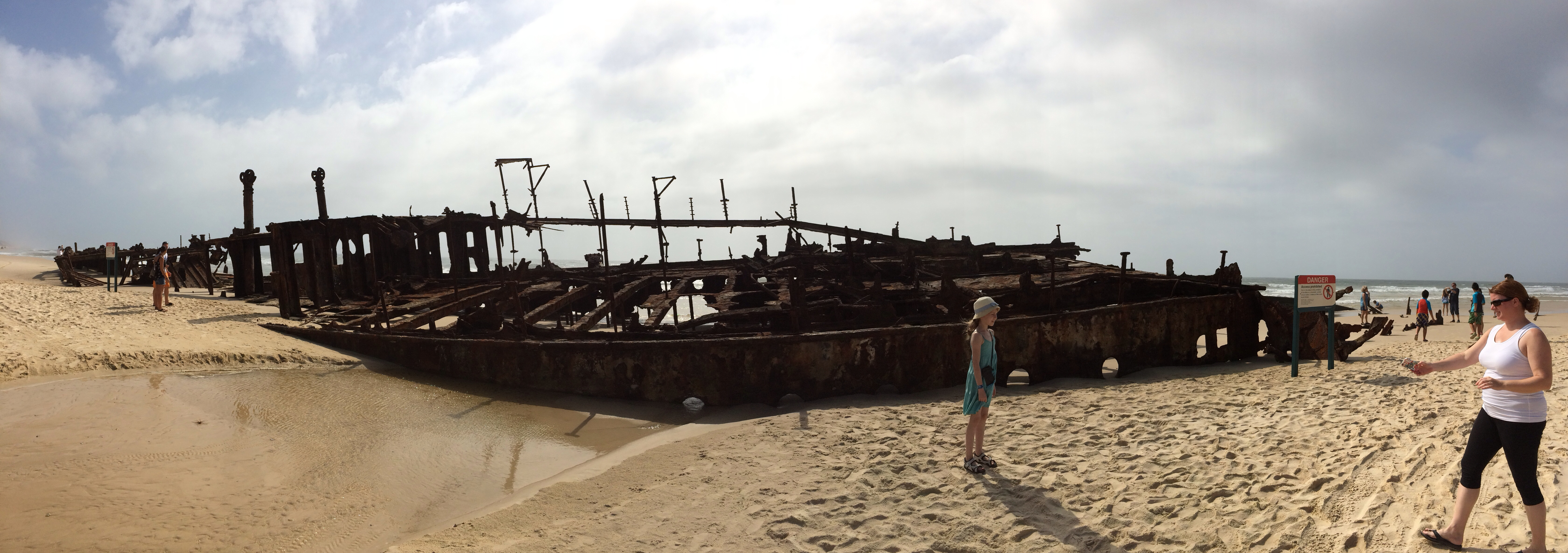
El casco del Maheno en 2013
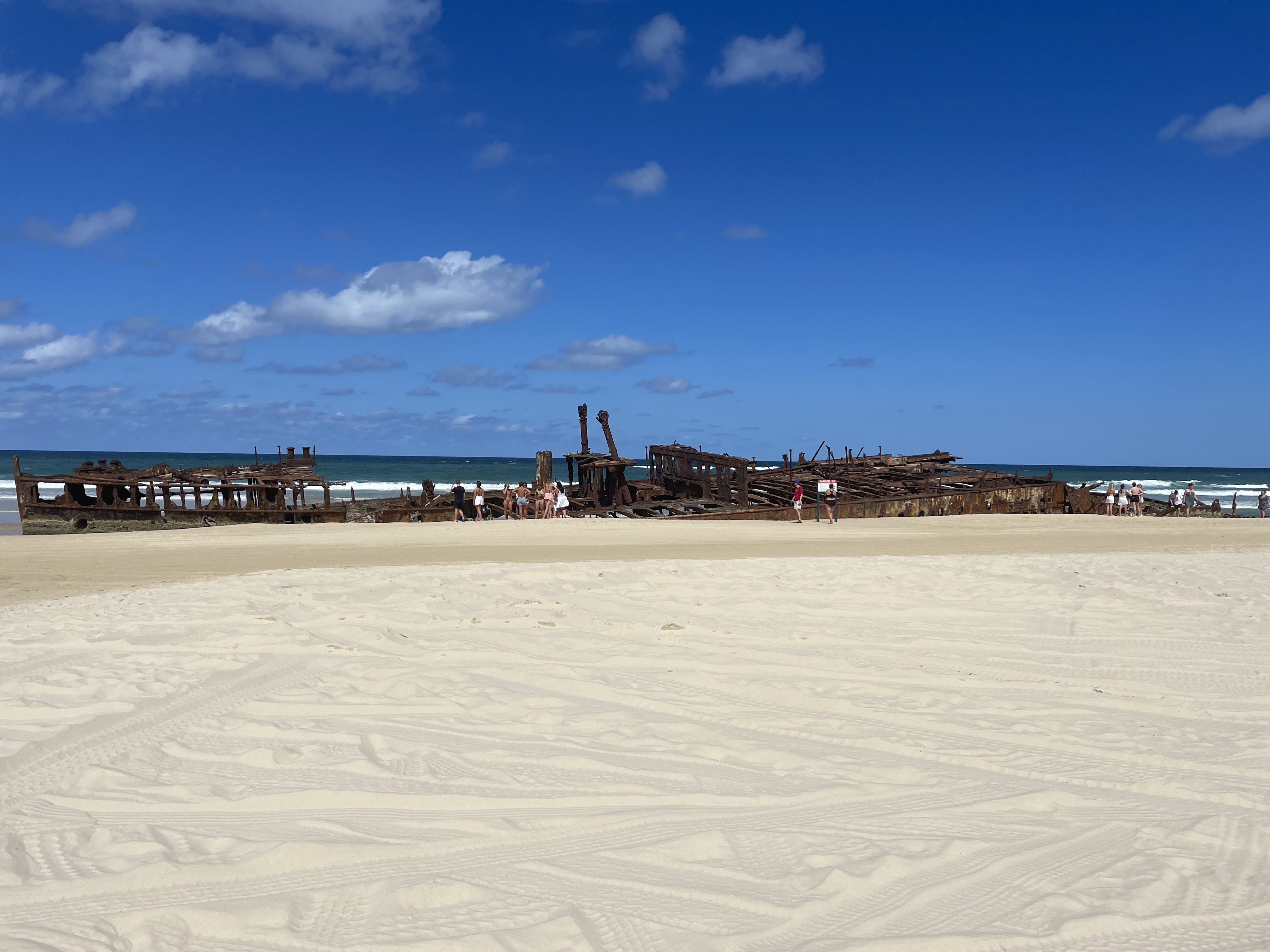
Naufragio del Maheno en marzo de 2023